# Bogdany (powiat olsztyński)
Bogdany (niem. Bogdainen) – wieś w Polsce położona w województwie warmińsko-mazurskim, w powiecie olsztyńskim, w gminie Barczewo. W latach 1975–1998 miejscowość należała administracyjnie do województwa olsztyńskiego. Wieś znajduje się w historycznym regionie Warmia.

## Historia
Wieś lokowana 7 maja 1494 r., kiedy to Paweł Bogdan kupił na prawie chełmińskim 10 wolnych łanów od spadkobierców zmarłego Andrzeja Quedlitza, celem założenia wsi (początkowo zwanej Skajboty Małe). Zasadźca zobowiązany został do jednej służbny zbrojnej na koniu.

## Zabytki
- grodzisko pruskie, na którym później od XIII wieku znajdowała się warownia krzyżacka z wieżą. Fortyfikacja ta pełniła rolę osłonową i stanowiła zaplecze do prowadzonej w okolicy akcji kolonizacyjnej i lokacyjnej nowych miast Braniewa i Fromborka. Do jego wznoszenia Krzyżacy zastosowali nowy materiał budowlany (cegły, dachówki), a także nową konstrukcję murów (wieża została wzniesiona prawdopodobnie w konstrukcji szachulcowej, stąd duże pokłady gliny zalegające aktualnie wokół jej reliktów i ułamki cegieł i dachówek). Po wypełnieniu tej funkcji wieża została opuszczona[5].